# Sisyrnodytes niveipilosus
Sisyrnodytes niveipilosus là một loài ruồi trong họ Asilidae. Sisyrnodytes niveipilosus được Ricardo miêu tả năm 1925. Loài này phân bố ở vùng nhiệt đới châu Phi.